# Европейские легкоатлетические игры в помещении 1969
Европейские легкоатлетические игры в помещении 1969 проходили с 8 по 9 марта в Ледовом дворце в Белграде, столице Югославии. Длина бегового круга на арене составляла 195 метров. Это был последний год существования турнира под данной вывеской. Со следующего, 1970-го, Европейская легкоатлетическая ассоциация сменила его название на чемпионат Европы по лёгкой атлетике в помещении, оставив при этом программу состязаний без существенных изменений.
В соревнованиях приняли участие 162 атлета из 21 страны Европы. Было разыграно 23 комплекта медалей (14 у мужчин и 9 у женщин).

## Призёры
Сокращения: WB — высшее мировое достижение | ER — рекорд Европы | NR — национальный рекорд

### Мужчины
| Дисциплина                                             | Золото                                                                               | Золото    | Серебро                                                                   | Серебро | Бронза                                                         | Бронза  |
| ------------------------------------------------------ | ------------------------------------------------------------------------------------ | --------- | ------------------------------------------------------------------------- | ------- | -------------------------------------------------------------- | ------- |
| 50 м подробности                                       | Зенон Новош Польша                                                                   | 5,8       | Валерий Борзов СССР                                                       | 5,8     | Роберт Фрит Великобритания                                     | 5,8     |
| 400 м подробности                                      | Ян Баляховский Польша                                                                | 47,3      | Ян Вернер Польша                                                          | 47,4    | Юрий Зорин СССР                                                | 47,4    |
| 800 м подробности                                      | Дитер Фромм ГДР                                                                      | 1.46,6 WB | Хенрик Шордыковский Польша                                                | 1.47,1  | Ноэль Кэрролл Ирландия                                         | 1.47,6  |
| 1500 м подробности                                     | Эдгар Сальве Бельгия                                                                 | 3.45,9    | Кнут Брустад Норвегия                                                     | 3.46,2  | Уолтер Уилкинсон Великобритания                                | 3.46,4  |
| 3000 м подробности                                     | Иан Стюарт Великобритания                                                            | 7.55,4    | Хавьер Альварес Испания                                                   | 7.56,2  | Вернер Гирке ФРГ                                               | 7.56,8  |
| Эстафета 4×390 м (4×2 круга) подробности               | Польша · Ян Вернер · Ян Радомский · Анджей Баденьский · Ян Баляховский               | 3.01,9    | СССР · Леонид Микишев · Александр Братчиков · Валерий Борзов · Юрий Зорин | 3.01,9  | ФРГ Дитер Хюбнер Херберт Мозер Петер Бернройтер Манфред Киндер | 3.04,5  |
| Эстафета 195+390+585+780 м (1+2+3+4 круга) подробности | Польша · Эдвард Романовский · Анджей Баденьский · Хенрик Шордыковский · Ян Радомский | 4.16,4    | не вручалась [a]                                                          |         | не вручалась [a]                                               |         |
| Эстафета 3×1000 м подробности                          | ФРГ Антон Адам Вальтер Адамс Харальд Норпот                                          | 7.08,0    | Чехословакия · Ян Шишовский · Петр Блага · Павел Пенкава                  | 7.23,1  | Югославия · Радован Пиплович · Славко Копривица · Адам Ладик   | 7.42,8  |
| 50 м с барьерами подробности                           | Алан Паско Великобритания                                                            | 6,6       | Вернер Трцмиль ФРГ                                                        | 6,6     | Николае Пертя Румыния                                          | 6,7     |
| Прыжок в высоту подробности                            | Валентин Гаврилов СССР                                                               | 2,17 м    | Анри Эллиот Франция                                                       | 2,14 м  | Шербан Иоан Румыния                                            | 2,14 м  |
| Прыжок с шестом подробности                            | Вольфганг Нордвиг ГДР                                                                | 5,20 м    | Геннадий Близнецов СССР                                                   | 5,10 м  | Йоахим Бер ГДР                                                 | 5,10 м  |
| Прыжок в длину подробности                             | Клаус Беер ГДР                                                                       | 7,77 м    | Линн Дэвис Великобритания                                                 | 7,76 м  | Рафаэль Бланкер Испания                                        | 7,63 м  |
| Тройной прыжок подробности                             | Николай Дудкин СССР                                                                  | 16,73 м   | Золтан Циффра Венгрия                                                     | 16,46 м | Карол Корбу Румыния                                            | 16,20 м |
| Толкание ядра подробности                              | Хайнфрид Бирленбах ФРГ                                                               | 19,51 м   | Хартмут Бризеник ГДР                                                      | 19,19 м | Хайнц-Йоахим Ротенбург ГДР                                     | 18,69 м |

a  В шведской эстафете 1+2+3+4 круга из 2 команд, вышедших на старт, финишировала только одна.

### Женщины
| Дисциплина                                             | Золото                                                                        | Золото    | Серебро                                                                                       | Серебро | Бронза                                                                         | Бронза  |
| ------------------------------------------------------ | ----------------------------------------------------------------------------- | --------- | --------------------------------------------------------------------------------------------- | ------- | ------------------------------------------------------------------------------ | ------- |
| 50 м подробности                                       | Ирена Шевиньская Польша                                                       | 6,4       | Сильвиан Теллье Франция                                                                       | 6,5     | Мейделин Кобб Великобритания                                                   | 6,5     |
| 400 м подробности                                      | Колетт Бессон Франция                                                         | 54,0 =WB  | Кристель Фрезе ФРГ                                                                            | 54,8    | Розмари Стирлинг Великобритания                                                | 54,8    |
| 800 м подробности                                      | Барбара Вик ГДР                                                               | 2.05,3 WB | Магдолна Кулчар Венгрия                                                                       | 2.07,5  | Анна Зимина СССР                                                               | 2.08,0  |
| Эстафета 4×195 м (4×1 круг) подробности                | Франция · Одетт Дюкас · Сильвиан Теллье · Колетт Бессон · Кристиан Мартинетто | 1.34,3    | СССР · Галина Бухарина · Вера Попкова · Людмила Голомазова · Людмила Самотёсова               | 1.34,6  | Югославия · Дарья Марольт · Верица Амбрози · Лиляна Петнярич · Марияна Лубей   | 1.36,9  |
| Эстафета 195+390+585+780 м (1+2+3+4 круга) подробности | СССР · Вера Попкова · Людмила Самотёсова · Раиса Никанорова · Анна Зимина     | 4.52,4    | Польша · Ирена Шевиньская · Здзислава Робашевская · Эльжбета Сковроньская · Зофия Колаковская | 4.53,2  | Югославия · Верица Амбрози · Ика Маричич · Миряна Ковачев · Нинослава Тиквицки | 5.05,9  |
| 50 м с барьерами подробности                           | Карин Бальцер ГДР                                                             | 7,2 WB    | Мета Антенен Швейцария                                                                        | 7,3     | Кристин Перера Великобритания                                                  | 7,4     |
| Прыжок в высоту подробности                            | Рита Шмидт ГДР                                                                | 1,82 м    | Йорданка Благоева Болгария                                                                    | 1,82 м  | Антонина Лазарева СССР                                                         | 1,79 м  |
| Прыжок в длину подробности                             | Ирена Шевиньская Польша                                                       | 6,38 м    | Сьюзан Скотт Великобритания                                                                   | 6,18 м  | Мета Антенен Швейцария                                                         | 6,15 м  |
| Толкание ядра подробности                              | Марита Ланге ГДР                                                              | 17,52 м   | Иванка Христова Болгария                                                                      | 16,94 м | Ингебург Фридрих ГДР                                                           | 16,42 м |

## Медальный зачёт
Медали в 23 дисциплинах лёгкой атлетики завоевали представители 16 стран-участниц.
 Принимающая страна
| Место | Страна         | Золото | Серебро | Бронза | Всего |
| ----- | -------------- | ------ | ------- | ------ | ----- |
| 1     | ГДР            | 7      | 1       | 3      | 11    |
| 2     | Польша         | 6      | 3       | 0      | 9     |
| 3     | СССР           | 3      | 4       | 3      | 10    |
| 4     | Великобритания | 2      | 2       | 5      | 9     |
| 5     | ФРГ            | 2      | 2       | 2      | 6     |
| 6     | Франция        | 2      | 2       | 0      | 4     |
| 7     | Бельгия        | 1      | 0       | 0      | 1     |
| 8     | Болгария       | 0      | 2       | 0      | 2     |
| 8     | Венгрия        | 0      | 2       | 0      | 2     |
| 10    | Испания        | 0      | 1       | 1      | 2     |
| 10    | Швейцария      | 0      | 1       | 1      | 2     |
| 12    | Норвегия       | 0      | 1       | 0      | 1     |
| 12    | Чехословакия   | 0      | 1       | 0      | 1     |
| 14    | Румыния        | 0      | 0       | 3      | 3     |
| 14    | Югославия      | 0      | 0       | 3      | 3     |
| 16    | Ирландия       | 0      | 0       | 1      | 1     |
| Всего | Всего          | 23     | 22      | 22     | 67    |